# Немам више времена
„Немам више времена” је југословенски кратки ТВ филм из 1980. године. Режирала га је Мирјана Самарџић а сценарио је написала Десанка Максимовић

## Улоге
| Глумац            | Улога |
| ----------------- | ----- |
| Олга Спиридоновић |       |